# Liste der Bodendenkmäler in Wirsberg
Auf dieser Seite sind die Bodendenkmäler in dem oberfränkischen Markt Wirsberg zusammengestellt. Diese Tabelle ist eine Teilliste der Liste der Bodendenkmäler in Bayern. Grundlage ist die Bayerische Denkmalliste, die auf Basis des Bayerischen Denkmalschutzgesetzes vom 1. Oktober 1973 erstmals erstellt wurde und seither durch das Bayerische Landesamt für Denkmalpflege geführt wird. Die folgenden Angaben ersetzen nicht die rechtsverbindliche Auskunft der Denkmalschutzbehörde.

## Bodendenkmäler in Wirsberg

### Bodendenkmäler in der Gemarkung Neufang
| Lage               | Objekt | Akten-Nr.     | Bild |
| ------------------ | --- | ------------- | ---- |
| Neufang (Standort) | Verhüttungsplatz des Mittelalters oder der Neuzeit. | D-4-5835-0022 |      |
| Neufang (Standort) | Verhüttungsplatz des Mittelalters oder der Neuzeit. | D-4-5835-0042 |      |
| Neufang (Standort) | Verhüttungsplatz mit Schlackenhalden des Mittelalters und der frühen Neuzeit.                                                                                                | D-4-5835-0043 |      |
| Neufang (Standort) | Verhüttungsplatz des Mittelalters und der frühen Neuzeit. | D-4-5835-0044 |      |
| Neufang (Standort) | Verhüttungsplatz mit Schlackenhalden des Mittelalters und der frühen Neuzeit.                                                                                                | D-4-5835-0045 |      |
| Neufang (Standort) | Untertägige Teile der frühneuzeitlichen Peter-und-Paul-Kirche in Cottenau, Fundamente mittelalterlicher Vorgängerbauten sowie Körpergräber des Mittelalters und der Neuzeit. | D-4-5835-0121 |      |
| Neufang (Standort) | Verhüttungsplatz mit Schlackenhalden des Mittelalters und der frühen Neuzeit.                                                                                                | D-4-5835-0128 |      |

### Bodendenkmäler in der Gemarkung Wirsberg
| Lage                | Objekt | Akten-Nr.     | Bild |
| ------------------- | --- | ------------- | ---- |
| Wirsberg (Standort) | Mittelalterliche Kirchenwüstung St. Leonhard. | D-4-5835-0024 |      |
| Wirsberg (Standort) | Mittelalterlicher Turmhügel. | D-4-5835-0025 |      |
| Wirsberg (Standort) | Mittelalterlicher Burgstall. | D-4-5835-0027 |      |
| Wirsberg (Standort) | Fundamente der Kirchenruine Heilingskirche des späten Mittelalters und der frühen Neuzeit.                                                                                                   | D-4-5835-0114 |      |
| Wirsberg (Standort) | Untertägige Teile der spätmittelalterlichen bis frühneuzeitlichen Pfarrkirche in Wirsberg, Fundamente mittelalterlicher Vorgängerbauten sowie Körpergräber des Mittelalters und der Neuzeit. | D-4-5835-0116 |      |
| Wirsberg (Standort) | Fundamente der abgegangenen Burganlage des Mittelalters und der frühen Neuzeit in Wirsberg.                                                                                                  | D-4-5835-0117 |      |